# Jules Rossi

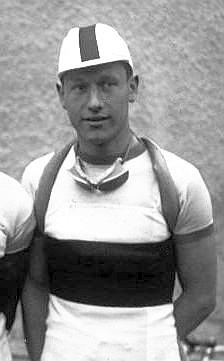
Jules Rossi 1934

Jules Rossi (eigentlich Giulio Rossi; * 3. November 1914 in Acquanera di Santa Giustina, Emilia-Romagna; † 30. Juni 1968 in Champigny-sur-Marne, Île-de-France) war ein italienischer Radrennfahrer. Seine Profikarriere dauerte von 1934 bis 1951.

## Karriere
Jules Rossi feierte seine größten Erfolge in Frankreich, wo er auch bis zu seinem Tode lebte.
Er war sowohl der erste italienische Sieger von Paris–Roubaix 1937 als auch von Paris–Tours 1938 und dem unterdessen nicht mehr gefahrenen Grand Prix des Nations 1941. Mit der bei seinem Paris-Tours-Sieg erreichten Durchschnittsgeschwindigkeit von 42,092 km/h wurde er 1938 zum neuen Träger des Gelben Bandes. 1935 siegte er im Circuit de l’Allier.
Schon während seiner aktiven Zeit war er in Frankreich populärer als in seinem Heimatland Italien. 1941 und 1943 gewann er auch die Trophée Durolumin (Paris–Reims), wie das Radrennen Paris–Roubaix während der deutschen Besetzung im Zweiten Weltkrieg hieß. Doch nach dem Kriege wurden die Gewinner dieses Rennens (1940–1942) nicht als offizielle Sieger von Paris–Roubaix anerkannt.

## Erfolge
- 1936 Erster von Paris–Saint-Étienne
- 1937 Erster von Paris–Roubaix
- 1938 Erster von Paris–Tours
- 1938 Gewinner der 6. Etappe der Tour de France 1938
- 1941 Erster der Trophée Durolumin
- 1941 Erster des GP des Nations
- 1943 Erster von Paris-Reims
- 1945 Erster in Nantua